# Frank Ruttloff
Frank Ruttloff (* 26. August 1972 in Karl-Marx-Stadt) ist ein deutscher Schauspieler.

## Leben und Wirken
Ruttloff wurde zum Bild- und Tontechniker ausgebildet. Nach der Wende absolvierte er an der Akademie für darstellende Kunst in Ulm eine Schauspielausbildung.
Als 14-Jähriger stand Frank Ruttloff erstmals vor der Filmkamera. Nach ersten Theaterrollen wirkte Frank Ruttloff von 1997 bis 2005 als Sven Port in der Daily Soap Marienhof der ARD mit. Nach der Trennung von seiner Serienehefrau verließ er die Produktion. Ab Ende Januar 2008 besetzte er für etwa zwei Monate wieder diese Rolle, um um seine Noch-Ehefrau zu kämpfen.
Daneben war Ruttloff in Fernsehserien wie SOKO 5113, Hausmeister Krause – Ordnung muss sein und in der Krimireihe Die Rosenheim-Cops zu sehen.

## Filmografie (Auswahl)
- 1986: Hasenherz DDR-Kinderfilm
- 1997–2005; 2008: Marienhof (Fernsehserie)
- 2007: Der Alte (Fernsehserie) – Folge 317: Stumme Zeugin